# مهرجان اعبيدات الرما
تنظم وزارة الثقافة المغربية في ربيع كل سنة مهرجان اعبيدات الرما، وذلك بتعاون مع عمالة إقليم خريبكة والمجلس الجهوي لجهة الشاوية ورديغة والمجالس البلدية لكل من تطوان، ابي الجعد ووادزم.
تشارك في هذا المهرجان مجموعة من فرق الشيوخ يتم اختيارها بصفة مباشرة وفرق وجمعيات ومجموعات شابة ليتم اختيارها عن طريق التصفيات.
تشرف على عملية التصفيات لجنة يعينها وزير الثقافة المغربية ويتكون أعضاؤها من الدارسين والباحثين والمهتمين المتتبعين والشيوخ أو العارفين والمتضلعين في أصول هذا الفن.
يتم اختيار الفرق المشاركة إلى جانب الشيوخ وفق معايير ومقاييس مضبوطة ومحددة في القانون الداخلي للمهرجان.
مرت على هذا المهرجان عدة دورات ويتم التهيئ للدورة المقبلة التي ستنظم بكل من مدن خريبكة، ابي الجعد ووادي زم في الفترة ما بين 09 و 11 ماي من كل سنة.

## نبذة عن فن اعبيدات الرما
ظهر هذا الفن في بعض المناطق كورديغة والشاوية وتادلة والحوز من عهود خلت، ويمكن تصنيف هذا الفن البديع في خانة الفنون الفرجوية الشعبية التي عرفها المغرب وما زالت مستمرة إلى الآن.
تعني كلمة أو لفظ «الرما» الرماية بالبندقية أو السلاح على وجه التدقيق إلى درجة يمكن فيها القول بأن اعبيدات «الرما» هم رماة كان همهم الأساسي هو التدريب على الرماية بالبندقية والاستعداد الدائم للدفاع العسكري.
كان ولا يزال لكل فرقة أو مجموعة مقدم يسهر على تسييرها ورعايتها وغالبا ما يكون من أبرز شعرائها ونظامها.
كانت المظاهر الروحية والعسكرية من المسائل التي تشغل بال الرماة وغالبا ما سبق العامل الفرجوي الذي لم يكن القصد الحقيقي من تواجدهم لهذه الفرجة التي جاءت وتولدت عن إحيائهم بصفة دورية لحفلات في القبائل التي كانوا يزورونها على مرأى ومسمع القاص والداني وبمشاركة السكان.
يبلغ عدد المجموعات والجمعيات والفرق التي أنشأت منذ تنظيم الدورة الأولى إلى الآن أكثر من 30 فرقة أغلبها من الشبان والأطفال الذين أصبحوا يتهافتون على الفن البديع بصفة تلقائية ويتمركز أغلبها في منطقة ورديغة وتادلة والشاوية.
ويبلغ عدد الفرق والمجموعات والجمعيات التي تهتم به على الصعيد الوطني أكثر من 50 فرقة بما فيها الشيوخ والشباب والأطفال.